# Droga krajowa 35
Die Droga krajowa 35 (kurz DK35, pol. für ,Nationalstraße 35‘ bzw. ,Landesstraße 35‘) ist eine Landesstraße in Polen. Sie führt von Bielany Wrocławskie bei Breslau in südwestlicher Richtung über Świdnica, Świebodzice und Wałbrzych bis zum polnisch-tschechischen Grenzübergang bei Golińsk. Die Gesamtlänge beträgt 88,4 km.

## Geschichte
Der Abschnitt von Świebodzice bis Wałbrzych war ein Teil der Staatsstraße 254. Der Abschnitt zwischen Breslau und Świebodzice (deutsch: Freiburg in Schlesien) war bis 1945 ein Teil der Reichsstraße 6 und wurde später als Teil der Staatsstraße E83 gekennzeichnet.
Nach der Neuordnung des Straßennetzes 1985 wurde dem Straßenverlauf neue Landesstraßen zugeordnet. Der Abschnitt von Breslau bis Świebodzice wurde Teil der Landesstraße 5. Das Teilstück von Świebodzice bis Wałbrzych wurde zum Teil der damaligen Landesstraße 374. Der Abschnitt von Wałbrzych bis zur polnisch-tschechischen Grenze wurde als Landesstraße 377 aufgenommen. Mit der Reform der Nummerierung vom 9. Mai 2001 wurde die Landesstraße 5 auf die Trasse über die Autobahn A4, Kostomłoty und Strzegom verlegt und der Abschnitt von Breslau bis Świebodzice zusammen mit den anderen Abschnitten zur neuen Landesstraße 35 zusammengesetzt.

## Ausbauzustand
| Abschnitt                                 | Streifen | Trennstreifen | Bemerkung           |
| ----------------------------------------- | -------- | ------------- | ------------------- |
| Bielany Wrocławskie – Tyniec Mały         | 4        | ja            | teilweise städtisch |
| Tyniec Mały – Świdnica                    | 2        | nein          |                     |
| Stadtgebiet Świdnica                      | 4        | ja            | städtisch           |
| Świdnica – Świebodzice                    | 2        | nein          |                     |
| Świebodzice – Wałbrzych                   | 4        | ja            | städtisch           |
| Wałbrzych – Wałbrzych-Ulica Mikołaja Reja | 2        | nein          |                     |
| Wałbrzych-Ulica Mikołaja Reja – Wałbrzych | 4        | ja            | städtisch           |
| Wałbrzych – Golińsk (PL/CZ)               | 2        | nein          |                     |

## Wichtige Ortschaften entlang der Strecke
- Bielany Wrocławskie
- Kobierzyce
- Tyniec Mały
- Gniechowice
- Marcinowice
- Pszenno
- Świdnica
- Mokrzeszów
- Świebodzice
- Wałbrzych
- Mieroszów
- Golińsk